# 4007 Euryalos

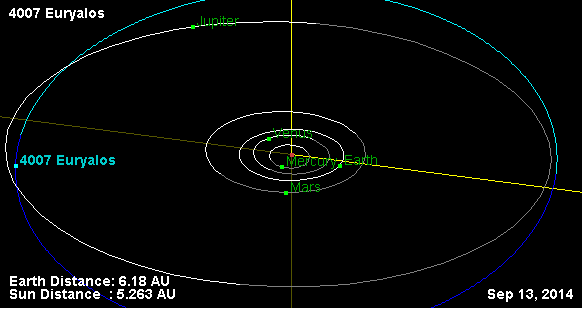

4007 Euryalos è un asteroide troiano di Giove del campo greco. Scoperto nel 1973, presenta un'orbita caratterizzata da un semiasse maggiore pari a 5,1752481 UA e da un'eccentricità di 0,0556457, inclinata di 11,00232° rispetto all'eclittica.
L'asteroide è dedicato a Eurialo, uno degli argonauti.